# M/S Tunia
M/S Tunia var ett svenskt tidigare fraktfartyg, som byggdes som M/S Tomtematts på Ekensbergs varv 1906 för Stockholms Transport- och Bogserings AB. Hon fraktade bland annat oljeprodukter på Strömsholms kanal. Sedan 1970-talet har hon varit fritidsfartyg.
M/S Tunia byggdes som motorfartyg och hade ursprungligen en fotogenmotor på 32 hästkrafter. Den ersattes 1910 mot en ångmaskin på 39 hästkrafter, vilket i sin tur ersattes 1934 av en June Munktell lågvarvsdiesel på 60 hästkrafter.
Hon k-märktes 2007.
M/S Tunia höggs upp 2018.